# Ciento quince
El ciento quince (115) es el número natural que sigue al 114 y precede al 116.

## En matemáticas
- El 115 es un número compuesto, que tiene los siguientes factores propios: 1, 5 y 23. Como la suma de sus factores es 29 < 115, se trata de un número defectivo.
- 115 es también un número piramidal heptagonal.[1]

## En ciencia
- El 115 es el número atómico del moscovio.

## En otros campos
- 115 es el número telefónico de emergencias médicas en Vietnam.[2]
- 115 es el número telefónico de emergencias para incendios en Italia.[3]